# Podospora praecox
Podospora praecox är en svampart som beskrevs av Cailleux 1969. Podospora praecox ingår i släktet Podospora och familjen Lasiosphaeriaceae.   Inga underarter finns listade i Catalogue of Life.